# Nazim Rzayev
Nazim Rzayev (en azéri : Nazim Əsədulla oğlu Rzayev , né le 14 février 1925 à Bakou et mort le 2 mai 2006 à Eskichehir) est un chef d'orchestre azerbaïdjanais, Lauréat du Prix d'État de l'URSS (1980), du Prix d'État de la RSS d'Azerbaïdjan (1974), Artiste du peuple de la RSS d'Azerbaïdjan (1977).

## Biographie
Nazim Rzayev est diplômé du Conservatoire de musique d’État  P.I. Tchaykovskї  en 1951 en classe de violon. En 1958, il passe de l'interprétation à la direction d'orchestre. 
En 1964-1992, N. Rzayev est le directeur artistique et chef d'orchestre de chambre Gara Garayev. 
Nazim Rzayev était l'un des promoteurs les plus actifs des œuvres d'opéra-symphonique, de ballet et de chambre des compositeurs azerbaïdjanais, un excellent interprète des œuvres des classiques russes et d'Europe occidentale[réf. souhaitée]. 
En 1961-1963, Nazim Rzayev effectue un stage au Théâtre Bolchoï à Moscou sous la direction de l'artiste du peuple de l'URSS Alexander Melik-Pashayev. 

## Carrière
Après son retour à Bakou, Nazim Rzayev  commence sa carrière en 1964 en tant que directeur artistique et chef principal de l'orchestre de chambre de la télévision et de la radio d'Azerbaïdjan.
Il dirige le studio d'opéra du Conservatoire d'État d'Azerbaïdjan. Sous sa direction, les opéras Il matrimonio segreto de Domenico Cimarosa, Koroglu d'Uzeyir Hajibeyov et Sevil de Fikret Amirov sont joués en studio. Nazim Rzayev participe aux activités de l'Orchestre symphonique d'État d'Azerbaïdjan nommé d'après Uzeyir Hadjibeyov, qui interprète des œuvres de Beethoven, Tchaïkovski, Brahms, R. Strauss, Gara Garayev, Fikret Amirov et d'autres compositeurs.
En 1974, Nazim Rzayev reçoit le Prix d'État de la RSS d'Azerbaïdjan pour la mise en scène du poème vocal et chorégraphique Nasimi de Fikret Amirov.
Au cours de la saison de théâtre 1984-1985, il est le chef d'orchestre au Théâtre national d'opéra et de ballet d'Ankara.
Dans les années suivantes, il travaille en Turquie.

## Récompenses
- Titre honorifique "Artiste du peuple de la RSS d'Azerbaïdjan" - 29 juin 1977
- Titre honorifique "Artiste honoré de la RSS d'Azerbaïdjan" - 26 avril 1958
- Prix d'Etat de l'URSS - 6 novembre 1980 (pour le ballet Mille et une nuits de Fikret Amirov )
- Prix d'État de la RSS d'Azerbaïdjan - 26 avril 1974 (pour l'interprétation du poème chorégraphique de Fikret Amirov, œuvre épic Nasimi au Théâtre de l’opéra et du Ballet M.F. Akhundov)
- Ordre Insigne d'honneur - 9 juin 1959
- Décret honorifique du Présidium du Soviet suprême de la RSS d'Azerbaïdjan - 9 décembre 1966, 7 juillet 1967, 24 février 1979, 14 juin 1985[2].